# Andria Apakidze
Andria Apakidze (en géorgien : ანდრია აფაქიძე ; né le 3 septembre 1914 et mort le 25 novembre 2005), docteur d'histoire et professeur, est un archéologue et historien soviétique puis géorgien spécialisé dans les études de la Géorgie antique, et l'auteur de travaux d'archéologie largement reconnus.
Il mène d'importants travaux d'excavations à Armazi, Tsitsamaouri et Sarkine (1936), Pitsounda (1952-1975) et Mtskheta (de 1975 à sa mort). Il dirige le Musée Janachia de Géorgie entre 1943 et 1952 avant de devenir le président de la section archéologie de l'Institut d'Histoire de l'Académie géorgienne des Sciences. Du 1er avril 1994 à sa mort, il préside l'Institut archéologique de Mtskheta.